# Нане (Терни)
Нане је насеље у Италији у округу Терни, региону Умбрија.
Према процени из 2011. у насељу је живело 31 становника. Насеље се налази на надморској висини од 549 м.